# 王广玺
王广玺（1930年—），男，甘肃庆阳人，中华人民共和国政治人物，曾任西藏自治区人民政府秘书长，西藏自治区人大常委会副主任。